# Juliane Maria Friderica Moltke
Juliane Maria Frederikke "Friderica" Levetzau, født komtesse Moltke (25. oktober 1751 på Bregentved – 18. november 1773) var en dansk adelsdame.
Hun var datter af overhofmarskal Adam Gottlob Moltke og dennes 1. hustru Christiane Frederikke Brüggmann og blev 6. februar 1771 gift i Christiansborg Slotskirke med Albrecht Philip Levetzau. Inden da var Moltke hofdame hos dronning Louise.
Hun er begravet i Øland Kirke.